# 1978年至1979年英格蘭足總盃
1978/79球季英格蘭足總盃（英語：FA Cup），是第98屆英格蘭足總盃，今屆賽事的冠軍是阿仙奴，他們在決賽以3:2擊敗曼聯，奪得冠軍。
去屆在決賽飲恨的阿仙奴，今屆終於贏得冠軍。

## 外部連結
1. 英格蘭足總盃官網Archive-It的存檔，存档日期2012-04-24
2. 英格蘭足總盃 歷屆冠軍（页面存档备份，存于）